# Train Simulator Classic

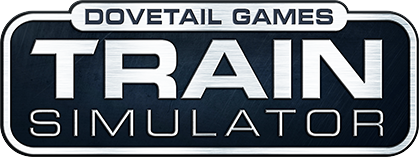
Logo și trademark Dovetail Games (DTG) Train Simulator

Train Simulator (apărut până în 2012 sub numele RailWorks) este un joc video de tip simulator dezvoltat și publicat de companiile de jocuri video Dovetail Games, Ltd. și Kuju, Ltd. Jocul se poate achiziționa doar de pe platforma Steam, deși în trecut au existat versiuni fizice, conținând un cod de activare. Jocul se axează pe conducerea diferitelor locomotive, garnituri și completarea misiunilor numite "Scenarii" pentru un scor cât mai mare. Jucătorii pot, de asemenea, să creeze noi rute și hărți folosind infrastructură și diverse obiecte decorative. În fiecare an, jocul este actualizat și trece la o nouă versiune, versiunea actuală fiind 2021.

## Istoricul și desfășurarea jocului
Jocul este recomandat pasionaților de cale ferată, promovând "vederea din interiorul locomotivei" în locul unui joc obișnuit de management. Astfel, trenul dintr-un "Scenariu" sau nivel este deblocat și poate fi manevrat într-un mediu interactiv. Există nenumărate "Rute" - hărțile fizice și "Material Rulant" - locomotive, vagoane, unități multiple etc. Jocul are o strânsă legătură cu comunitatea sa, existând mulți creatori de conținut independent. De asemenea, câteva companii sau grupuri s-au format pentru a vinde și conținut suplimentar. Conținutul suplimentar este plătit, este de cele mai multe ori oficial și adaugă conținut de o calitate mai mare. Jocul este de foarte multe ori considerat un succesor spiritual al jocului Microsoft Train Simulator. O mare parte din motorul grafic și fizic a fost creat de compania Kuju Ltd. în anii 2007-2009. La prima sa lansare, jocul s-a numit Rail Simulator, a fost dezvoltat de Kuju și publicat de Electronic Arts. Jocul a continuat să se extindă, iar în cele din urmă Electronic Arts a predat dezvoltarea și drepturile jocului companiei Rail Simulator Developments, Ltd. care la rândul ei a fost preluată de Dovetail Games, Ltd. Aceste schimbări și mutări au cauzat neînțelegeri în comunități, în mare parte din cauza optimizării vechi - jocurile primeau conținut nou, dar motorul fizic a avut parte doar de puține schimbări. Astăzi, jocul are parte de recenzii în mare parte pozitive. Deoarece jocul conține rute și material rulant reproduse 1:1, dezvoltatorii simulatorului au colaborat cu numeroase companii, cum ar fi Amtrak, Union Pacific, Deutsche Bahn etc. - astfel fiecare conținut este licențiat. De asemenea, numeroase locomotive sunt foarte apropiate fizic de cele reale, simulând fizica șinelor, alunecări, frânarea, accelerația și alte elemente precum nisiparul sau pantograful. Deoarece jocul oferă o libertate foarte mare, se pot recreea căi ferate din vremuri demult apuse, precum și locomotive electrice de ultimă generație. Jocul vine cu un editor de rute, precum și toate utilitățile necesare pentru instalarea pachetelor create de comunitate, numite în software "Add-ons".

## Conținut românesc
Între timp, au apărut site-uri și dezvoltatori români. Cu toate că a existat conținut românesc în astfel de simulatoare cu mult înainte, în jocuri precum Trainz sau vechiul Microsoft Train Simulator, noul Train Simulator a fost clădit de la zero, astfel noi oameni și noi site-uri au apărut. În mare parte, noul simulator este complex, iar creearea de conținut este un proces de durată, în unele cazuri chiar costisitor. Vechile comunități precum TrainSim Romania sau RTS au migrat la noul simulator, ducând mai departe tradiția simulatoarelor. Au fost create numeroase rute cum ar fi București - Brașov (în lucru), Balota - Caransebeș sau Valea Oltului (Mediaș-Sibiu-Băbeni/Pitești). De asemenea, simulatorul se bucură de nou material rulant, în special locomotivele CFR 060-EA sau 060-DA. Deoarece conținutul nu este oficial, nu a fost nevoie de licență din partea Căilor Ferate Române sau CFR Călători. Au existat numeroase dispute între creatori între timp, iar în general comunitățile dezvoltatorilor sunt foarte restrânse, dar se bucură de mulți clienți și fani.